# Рябин, Виктор Афанасьевич
Виктор Афанасьевич Рябин (6 августа 1934 года, Свердловск, РСФСР, СССР — 11 сентября 1996 года, Екатеринбург, Россия) — советский и российский физикохимик, член-корреспондент АН СССР (1991), член-корреспондент РАН (1992).

## Биография
Родился 6 августа 1934 года в Свердловске.
В 1957 году окончил Уральский политехнический институт.
С 1957 по 1962 годы — работал в НИИ «Уралгипрохим».
С 1962 года и до конца жизни — работал в Уральском научно-исследовательском химическом институте (НПО «Кристалл»): с 1969 года — директор института.
В 1972 году — защитил докторскую диссертацию, в 1980 году — присвоено учёное звание профессора.
В 1991 году — избран членом-корреспондентом АН СССР, в 1992 году — стал членом-корреспондентом РАН.
Умер 11 сентября 1996 года в Екатеринбурге. Похоронен на Северном кладбище.

## Научная деятельность
Специалист в области физикохимии водных и безводных систем.
Вел исследования в области изучения неорганических материалов, изучения физико-химических и технологических водных и безводных солевых, оксидных и бескислородных систем, содержащих хром, бор, алюминий, железо, магний, кальций, фтор с целью создания материалов с заданными свойствами и методов их производства.
Автор более 500 печатных работ, в том числе 2 монографий.
Имеет 200 авторских свидетельств на изобретения.

## Награды
- Государственная премия СССР (в составе группы, за 1983 годы) — за разработку прогрессивных способов получения хромсодержащих продуктов, обеспечивших их многотоннажное производство
- 2 ордена Трудового Красного Знамени (1980, 1986)
- Заслуженный изобретатель РСФСР (1979)
- медали

## Из библиографии
- Термодинамические свойства веществ : Справочник / В. А. Рябин, М. А. Остроумов, Т. Ф. Свит. — Ленинград : Химия. Ленингр. отд-ние, 1977. — 389 с.; 22 см.
- Неорганические соединения хрома : Справочник / [Сост. В. А. Рябин, М. В. Киреева, Н. А. Берг и др.]. — Л. : Химия : Ленингр. отд-ние, 1981. — 207 с. : ил.; 22 см

Диссертации
- Рябин, Виктор Афанасьевич. Исследование процесса окислительной прокалки хромитовых шихт : диссертация … кандидата технических наук : 05.00.00. — Свердловск, 1962. — 108 с. : ил.
- Рябин, Виктор Афанасьевич. Исследование процессов окислительного обжига хромитовых шихт и гидропереработки хроматных спеков : диссертация … доктора технических наук : 05.00.00. — Свердловск, 1970. — 358 с. : ил.